# Église Sainte-Agathe-la-Vétuste de Catane
Pour les articles homonymes, voir Église Sainte-Agathe.
L'église Sainte-Agathe-la-Vétuste (en italien : Chiesa di Sant'Agata la Vetere) a été la première cathédrale de Catane. Construite pour la première fois en 254 (deux ans seulement après le martyre de sainte Agathe), elle a été maintes fois détruite et reconstruite. Elle fut la cathédrale de la ville jusqu'à environ 1070.
L'église a une façade de style baroque. L'intérieur se compose d'une nef unique, très simple et direct.
Immédiatement après l'entrée, protégée par une enceinte de verre, se trouve la châsse en bois de plus de 500 ans qui renferme les reliques de sainte Agathe. Dans le chœur se trouve un sarcophage de marbre avec, sur son couvercle, une Agathe byzantine.
De récentes fouilles archéologiques, à l'intérieur ainsi qu'à l'extérieur de l'église, ont mis en lumière les traces de l'ancienne église médiévale.

## Sources
- (it) Cet article est partiellement ou en totalité issu de l’article de Wikipédia en italien intitulé « Chiesa di Sant'Agata la Vetere » (voir la liste des auteurs).